# Shlomo Graber
Shlomo Graber (hebräisch שלמה גרבר; geboren am 13. Juli 1926 in Majdan, Tschechoslowakei) ist ein Schriftsteller, Kunstmaler und Überlebender des Holocausts. Bekannt wurde er durch seine unter dem Titel Der Junge, der nicht hassen wollte erschienenen Lebenserinnerungen.

## Leben
Graber wurde 1926 in Majdan in den tschechoslowakischen Karpaten geboren. Als er fünf Jahre alt war, siedelte die Familie nach Ungarn über, wo er in der Kleinstadt Nyírbátor mit drei jüngeren Geschwistern aufwuchs. 1941 wurde er mit der Familie als Staatenloser nach Polen deportiert. Im April 1944 wurde er ins Ghetto verschleppt und im Mai 1944 nach Auschwitz deportiert. Graber entging mehrfach der Ermordung und überlebte insgesamt drei Konzentrationslager – nach Auschwitz auch die Konzentrationslager Fünfteichen und Görlitz – sowie einen Todesmarsch. Alle seine Familienangehörigen außer dem Vater wurden in der Shoa ermordet. 1948 wanderte er nach Israel aus. Er diente zunächst sieben Jahre lang als Soldat. Nach eigenen Angaben gab er jedoch nie einen Schuss ab. Danach arbeitete er als Einkäufer bei einer Elektronikfirma. Seit 1989 lebt er als Kunstmaler in Basel. Er ist in zweiter Ehe verheiratet mit Myrtha Hunziker, der Inhaberin der Galerie Spalentor. Seine Lebensgeschichte hat er in mehreren Büchern festgehalten, außerdem hat er seine Zeitzeugenschaft in Vorträgen und Schulen weitergegeben. Graber hat dabei auf Vergebung und Versöhnung gesetzt, wobei er den letzten Satz beherzigte, den ihm seine Mutter vor ihrer Ermordung in Auschwitz gesagt hatte: „Sei stark und lass keinen Hass in dein Herz. Liebe ist stärker als Hass, mein Sohn. Vergiss das nie!“ Im Juli 2015 wurden Graber und seine Frau von Bundespräsident Joachim Gauck auf Schloss Bellevue in Berlin empfangen. Am 1. September 2015 war Graber Ehrengast bei der Einweihung der Stelen der Erinnerung auf dem Jüdischen Friedhof in Görlitz. 2023 verlieh ihm die Stadt Görlitz die Ehrenbürgerschaft. Er besitzt sowohl einen schweizerischen wie einen israelischen Pass.

## Veröffentlichungen
- Schlajme. Von Ungarn durch Auschwitz-Birkenau, Fünfteichen und Görlitz nach Israel. Jüdische Familiengeschichte von 1859–2001. Aus dem Hebräischen von Ruth Achlama. Vorworte von Heiko Haumann und Helmut Hubacher. Hrsg. von Eduard Roy Wiehn. Hartung-Gorre Verlag, Konstanz 2002, ISBN 3-89649-757-X.
  - Neuauflage: Dreimal dem Tod entkommen. Von Ungarn durch Auschwitz-Birkenau, Fünfteichen und Görlitz nach Israel. Hrsg. von Eduard Roy Wiehn. Hartung-Gorre Verlag, Konstanz 2024, ISBN 978-3-86628-797-6.
- Denn Liebe ist stärker als Hass. Basel, Riverfield 2015, ISBN 978-3-9524463-0-0.
- Der Junge, der nicht hassen wollte. Eine wahre Geschichte. Mit Illustrationen von Jan Reiser. Basel, Riverfield 2016, ISBN 978-3-9524640-5-2.
  - Taschenbuch: Der Junge, der nicht hassen wollte. dtv, München 2018, ISBN 978-3-423-14658-6.